# Sebowa Namuanza
Sebowa Namuanza (Kinshasa, 30 maggio 1974) è un'ex cestista della Repubblica Democratica del Congo.

## Carriera
Con la RD del Congo ha disputato i Campionati mondiali del 1998.